# Walter Russell
Walter Russell (1871-1963), ami de Nikola Tesla, est un artiste peintre et sculpteur, également connu pour quelques théories « physiques » controversées. Il a développé une conception mystique et alternative d'un univers fondé selon le principe d'unification de l'échange équilibré rythmique, Dieu étant l'unification absolue. Chaque division amènerait vers le monde tel que nous le connaissons. Il a publié de nombreux livres, bien que peu de ses affirmations aient été vérifiées par les universitaires. Son livre le plus connu est The Universal One. Walter Russell envoya ce livre aux scientifiques les plus respectés de son époque pour leur demander d'étudier ses théories. Glenn Clark a écrit un livre le concernant ainsi que son travail intitulé The Man Who Tapped the Secrets of the Universe.

## Biographie
Né à Boston le 19 mai 1871, de parents originaires de Nouvelle-Écosse, Russell finit sa scolarité à l'âge de huit ans afin d'aider sa famille. En raison de son intérêt et de ses compétences pour la musique, à treize ans il devient organiste d'église. Il paye son entrée dans la Massachusetts Normal School of Art. Ses différents travaux montrent son talent : rédacteur d'art au Collier's Magazine, portraitiste, auteur et conférencier, architecte (Hôtel des Artistes, West 67th St., New York; Cour d'Alwyn à la cinquante-huitième et septième avenue; un studio gothique vis-à-vis du musée de l'histoire naturelle sur la soixante-dix-neuvième rue), sculpteur (bustes de Mark Twain, Franklin Delano Roosevelt, etc.).

## Publications
- The Sea Children, 1901
- The Bending of the Twig, 1903[2]
- The Age of Innocence, 1904[3]
- The Universal One, 1926
- The Russell Genero-Radiative Concept or The Cyclic Theory of Continuous Motion, L. Middleditch Co., 1930
- The Secret of Light, 1st ed., 1947, 3rd ed., Univ of Science & Philosophy, 1994,  (ISBN 1-879605-44-9)
- The Message of the Divine Iliad, vol. 1, 1948, vol. 2, 1949
- The Book of Early Whisperings, 1949
- The Home Study Course, (with Lao Russell), 1st ed., 1950–52
- Scientific Answer to Human Relations, (with Lao Russell), Univ of Science & Philosophy, 1951
- A New Concept of the Universe, Univ of Science & Philosophy, 1953
- Atomic Suicide?, (with Lao Russell), Univ of Science & Philosophy, 1957
- The World Crisis: Its Explanation and Solution, (with Lao Russell), Univ of Science & Philosophy, 1958
- The One-World Purpose, (with Lao Russell), Univ of Science & Philosophy, 1960